# Тореано
Тореа̀но (на италиански: Torreano; на фриулски: Torean, Тореан, на словенски: Tavorjana, Таворяна) е село и община в Северна Италия, провинция Удине, автономен регион Фриули-Венеция Джулия. Разположено е на 189 m надморска височина. Населението на общината е 2266 души (към 2010 г.).
В общинската територия се говори и на словенски език, който има официален статус на общинско ниво с италианския и фриулския език.